# الحجر (البحرين)
قرية الحجر إحدى قرى البحرين والواقعة على شارع البديع وتقع تحديدا ما بين قرية القدم وقرية أبو صيبع.

## التاريخ
قرية الحجر لها تاريخها الذي اشتهرت به، وفيها مدافن الحجر الواقعة بين قريتي الحجر والقدم على شارع البديع في البحرين، نقبت في جزء منها إدارة الآثار في السبعينات، أما الجزء الآخر فلم ينقب بعد، ولقد تم اكتشاف مجموعة كبيرة من المدافن الفردية والجماعية التي حفرت معظمها في الصخر، ولهذه القبور ميزة، وهي أن معظمها أعيد استخدامه، في حين أن البعض الآخر بنيت عليه القبور في فترات متأخرة لها ميزات هندسية تختلف عن الأخرى من حيث التصميم ومواد البناء.

## قبور الحجر
قبور الحجر تعتبر أغنى المواقع الأثرية بالنسبة للمواد المكتشفة إذ تعود إلى فترة زمنية كانت حضارة دلمون في قمة ازدهارها الحضاري والاقتصادي، كما تعتبر مدرسة علمية لدارسي الآثار بصفة عامة، وللمهتمين بصفة خاصة، فضلا عن تاريخ المنطقة كلها، فهي تؤرخ للفترة الممتدة ما بين (2300ق.م - 622م) وبذلك تغطي فترات دلمون الثلاث، وفترة تايلوس.

## سبب التسمية
يقال إن القرية سميت بهذا الاسم نسبة إلى عالم في قديم الزمان كان يدعي أنه يعلم الغيبيات، فقامت جماعة بإخفاء حجر في هذه المنطقة وفد دل عليها، فسميت بالحجر بناء على اكتشاف قطعة الحجر في هذه المنطقة.

## أهم العيون
- حمام الكرش: الذي تصل مياهه إلى قرية سلماباد مروراً بالقبيط وهو أحد (فرجان) قرية أبو قوة، حيث كان الأهالي يغسلون فيه ويأخذون الماء من مجراه، وقد دفنت هذه العين بعد جفاف الماء فيها، ولا يوجد لها أي أثر حاليا حيث سويت بالأرض تماما.
- عين الخلوات: التي تقع غرب الكرش، وهي الآن يابسة تماما.
- عين أبو حمار: التي تقع غرب الخلوات.
- العين الباردة: في دولاب الإمام الحسن (ع).

## ما اشتهرت به الحجر
اشتهرت القرية بالزراعة بسبب عذوبة مياه القرية، إذ زرعت فيها أنواع من الخضروات مثل البوبر (اليقطين)، التابل والشبنت والرويد والبابي والطماطم والباذنجان والقرع وغيرها، وبالطبع هناك أشجار النخيل وسدر الكنار وأشجار الصبار وغيرها.

## مسجدين مهجورين
هذان المسجدان تختلف عليهما الروايات من حيث سبب التسمية، ولكن القريب من البيوت يسمى مسجد الخسفة أما الآخر والقريب من الشارع العام فاسمه مسجد أبو الخروف ولكلا المسجدين قصة، حيث يقال إن تسمية مسجد الخسفة نظراً لحادثة خسف حصلت لبعض ممن قصدوا المسجد، أما المسجد الثاني فسمي بـ أبو الخروف لأن المصلين كانوا يرون داخله خروفا فسمي بذلك!.

## مباني مهمة
- شركة أوال للألبان.
- مدرسة فاطمة بنت أسد الابتدائية للبنات.